# Seymeria decurva
Seymeria decurva är en snyltrotsväxtart som beskrevs av George Bentham. Seymeria decurva ingår i släktet Seymeria och familjen snyltrotsväxter. Inga underarter finns listade i Catalogue of Life.